# Sopwith Baby
Il Sopwith Baby fu un idrovolante a scarponi monomotore, monoposto e biplano, sviluppato dall'azienda aeronautica britannica Sopwith Aviation Company negli anni dieci del XX secolo e prodotto, oltre che dalla stessa, su licenza sia in patria, dalla Blackburn Aircraft, che all'estero, dall'italiana SA Aeronautica Gio Ansaldo e dalla norvegese Marinens Flyvebaatfabrikk.
Derivato dal precedente Sopwith Schneider, venne utilizzato come idrocaccia (o più propriamente come idroscout) e come idrobombardiere leggero durante e dopo il termine della prima guerra mondiale.

## Storia del progetto
Le origini del progetto sono da far risalire ad uno sviluppo del Sopwith Schneider, una variante monoposto del Tabloid a carrello fisso realizzata per concorrere, aggiudicandosela, all'edizione del 1914 della Coppa Schneider, il quale entrò in servizio con il Royal Naval Air Service (RNAS), la componente aerea della Royal Navy, dopo l'inizio della Grande Guerra.
Il Baby, altrimenti identificato come Admiralty 8200 Type, fu elaborato dalla Sopwith Aviation per rispondere ad un'esigenza dell'Ammiragliato britannico, ed inizialmente differiva marginalmente dall'impostazione del vincitore della Coppa Schneider.
In seguito all'aggiornamento delle specifiche, rese più restrittive per adeguare la flotta aerea alle mutate prestazioni dei modelli avversari, il modello venne interessato da una serie di modifiche migliorative da parte della Blackburn Aircraft di Leeds.
Dal modello venne inoltre ricavata un'ulteriore variante, il Fairey Hamble Baby, che fu costruita sia dalla Fairey che dalla Parnall.
Il Royal Naval Air Service emise un ordine complessivo per 286 Sopwith Baby dei quali 100 unità vennero realizzate dalla Sopwith a Kingston e 186 dalla Blackburn Aircraft a Leeds, ed il resto della produzione venne realizzata per l'esportazione. Il modello fu inoltre realizzato su licenza, nell'allora Regno d'Italia dalla SA Aeronautica Gio Ansaldo di Torino, che ne costruì 100 esemplari su commissione della Regia Marina, e in Norvegia, dalla Marinens Flyvebaatfabrikk, che lo realizzò per conto della Kongelige Norske Sjøforsvaret, la marina militare norvegese.

## Utilizzatori
Australia
- Royal Australian Navy

 Cile
- Armada de Chile
  - Servicio de Aviación Naval de Chile

 Francia
- Aviation maritime
- Aéronautique navale

 Giappone
- Dai-Nippon Teikoku Kaigun Kōkū Hombu

 Grecia
- Vasilikòn Naftikòn

 Italia
- Regia Marina

 Norvegia
- Marinens flygevåpen

 Paesi Bassi
- Marine Luchtvaartdienst

 Regno Unito
- Royal Naval Air Service
- Royal Air Force

 Stati Uniti
- United States Navy

### Periodici
- (EN) J.M. Bruce, The Sopwith Tabloid, Schneider and Baby: Historic Military Aircraft No.17, Part I, in Flight, 8 novembre 1957,  pp. 733-736. URL consultato il 21 ottobre 2014.
- (EN) J.M. Bruce, The Sopwith Tabloid, Schneider and Baby: Historic Military Aircraft No.17, Part II, in Flight, 15 novembre 1957,  pp. 765-766. URL consultato il 21 ottobre 2014.
- (EN) J.M. Bruce, The Sopwith Tabloid, Schneider and Baby: Historic Military Aircraft No.17, Part IV, in Flight, 29 novembre 1957,  pp. 845-848. URL consultato il 21 ottobre 2014.
- Salvador Mafé Huertas, The Chilean Air Force...an air arm with a problem, in Air International, Vol. 26, No. 2, febbraio 1984,  pp. 69-74, 91, 98-101, ISSN 0306-5634 (WC · ACNP).